# Instituto de Estudio de la Naturaleza
El Instituto del Estudio de la Naturaleza (en japonés: 自然教育園 Shizen kyōikuen) es una institución y jardín botánico de 20 hectáreas de extensión que se ubica en Minato, barrio de Tokio, Japón. 
Es una rama del Museo Nacional de Ciencia de Japón.

## Localización
Se encuentra a, 
- 7 minutos de caminata de la salida este de la estación de "Meguro" (en) de la línea JR de Yamanote.
- 4 minutos de caminata desde la salida 1 de la estación de "Shirokanedai" (en) en la línea de Namboku del metro de Tokio.

Shizen kyōikuen, Shirokanedai (en) 5-21-5 S, Minato-ku, Tokyo 108-0071
Planos y vistas satelitales 35°38′06″N 139°43′22″E / 35.63500, 139.72278.
- Altitud: de 12 a 32 metros
- Temperatura media anual: 15,3 °C
- Promedio anual de lluvia: 1305 mm (1971 a 2000)

## Historia
Hace unos 500 a 600 años, esta área era propiedad del señor del distrito de "Shirokane Chōja"; aquí construyó su casa y la fortificó usando terraplenes que rodeaban la casa. Se pueden ver los terraplenes, en los cuales crecen actualmente robles de hoja perenne (Quercus myrsinifolia). 

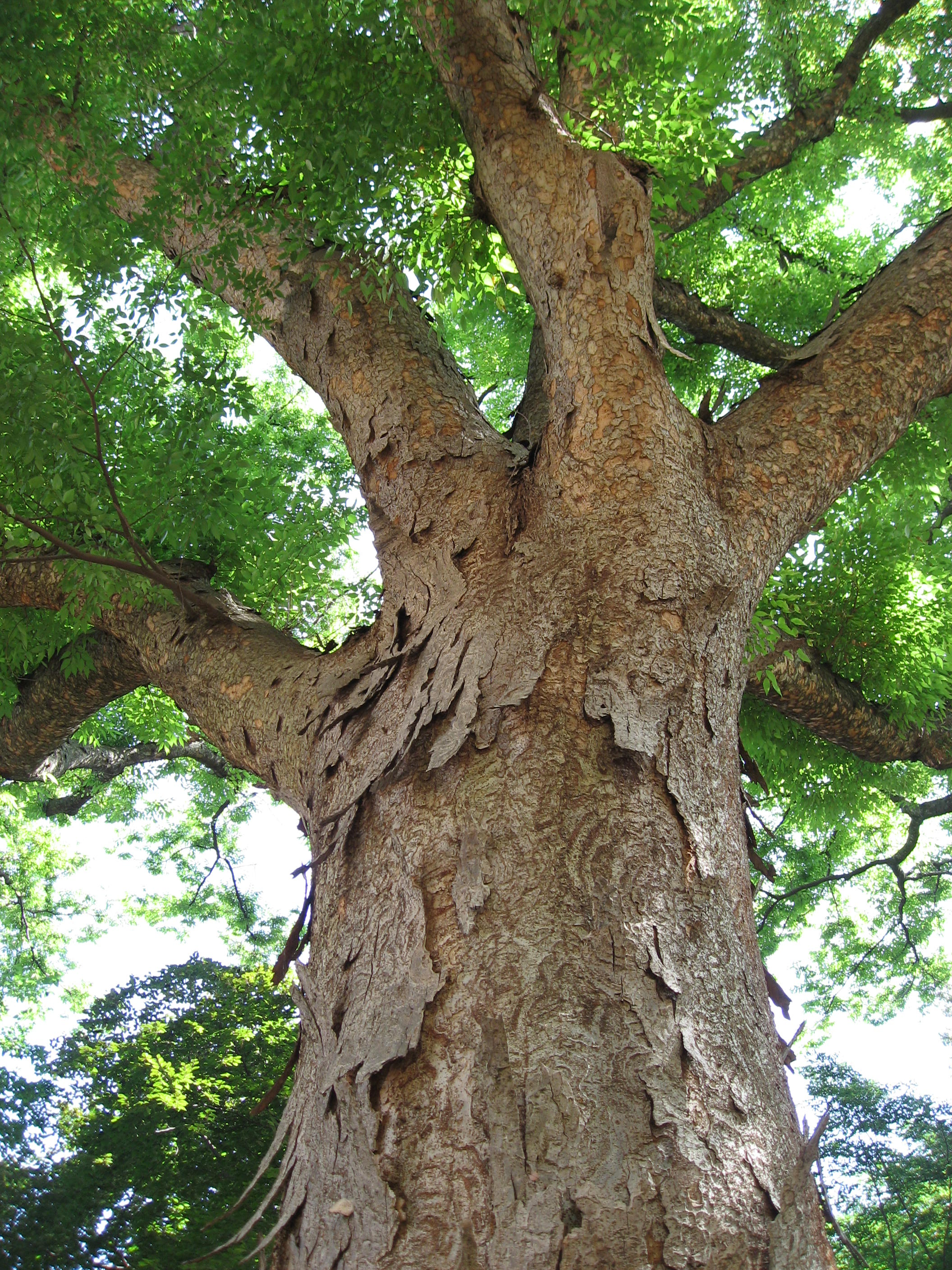
Un ejemplar de Zelkova serrata.

Después de 1664, durante el periodo Edo, esta área se convirtió en el sitio residencial del señor Matsudaira, quien creó un jardín que contenía charcas y herbarios.
En 1872, durante el periodo Meiji, la marina de guerra y el ejército construyeron en esta zona almacenes de pólvora. 
En 1917, esta área se convirtió en un estado imperial llamado "goryochi de Shirokane". El ambiente natural se ha conservado desde entonces. 
En 1949, el área fue declarada como monumento natural y como sitio histórico. Fue abierta al público como instituto para el estudio de naturaleza bajo la administración del Ministerio de Educación.

## Colecciones
El jardín botánico contiene numerosos ejemplares de árboles centenarios, destacando de las Fagaceae (género Castanopsis) y el Pinus thunbergii, de una edad de 300 años, un jardín de plantas acuáticas, un paseo bordeado de Zelkova serrata, de Swida controversa, entre otras.

## Actividades de investigación
En el instituto se efectúan investigaciones en ecología y en etología de los pájaros.
También se trabaja en la fenología y hay una base de datos sobre los árboles.

## Actividades pedagógicas
En el instituto están las siguientes actividades:
- Clases sobre la naturaleza el sábado,
- Clases de observación del medio natural el domingo,
- Curso de ecología para todos los públicos.

Se publica un boletín anualmente, en el que se presentan los resultados de las investigaciones efectuadas en el instituto.